# یک روز (ترانه)
«یک روز» (به انگلیسی: Un Dia (One Day)) آهنگی از خواننده کلمبیایی جی بالوین، خواننده انگلیسی دوآ لیپا، خواننده پورتوریکویی بد بانی و تهیه‌کننده پورتوریکویی تاینی است. این ترانه در دومین آلبوم چندآهنگه گردآوری‌شده جی بالوین، تعطیلات تابستانی (۲۰۲۰) و نسخه دوم آلبوم استودیویی لیپا با نام نوستالژی آینده (۲۰۲۱) قرار داشت.